# NGC 844
NGC 844 is een compact sterrenstelsel in het sterrenbeeld Walvis. Het hemelobject werd op 18 november 1863 ontdekt door de Duitse astronoom Albert Marth.

## HD 13345
Vanaf de aarde gezien bevindt het stelsel NGC 844 zich schijnbaar net ten zuidwesten van de ster HD 13345. Amateurastronomen kunnen HD 13345 aanwenden als gidsster om het stelsel NGC 844 op te sporen.

## Synoniemen
- PGC 8291
- ZWG 413.52

## Trivia
In de online fotografische sterrenatlas WIKISKY is het stelsel NGC 844 vermeld als USNOA2 0900-00505201.